# Естонија на Песми Евровизије 2022.
Естонија ће учествовати на Песми Евровизије 2022 у Торину, у Италији. Естонија у 2022. години бира свог представника кроз такмичење под именом Естонска песма 2022.

## Естонска песма

### Формат
У четвртфиналима су се емитовали спотови такмичарских песама, док се у полуфиналима и финалима оцењују наступи уживо. У сваком четвртфиналу се 10 песама се такмичило за гласове публике који би одредили 3 песме које пролазе у полуфинала. Остале 2 песме које пролазе даље одлучује жири. У полуфиналима, резултати се одлучују комбинацијом поена жирија и телегласања у размеру 50:50 за првих пар финалиста, а онда се прелази на само телегласање. У финалу, жири и телегласање ће заједно одлучити 3 песме које пролазе у суперфинале, у којем победника одлучују само гласови публике. Чланови жирија су били Сиси Најлија Бенита, Сине Валтри, Егерт Милдер, Кадри Копел, Олав Осолин, Берт Јорвет, Вајдо Панел и Андрес Пусеп.

### 1. четвртфинале
Прво четвртфинале је одржано 20. новембра 2021. 10 песама се такмичило за 5 места у полуфиналима. Презентери програма су били Танел Падар и Еда-Инес.
Квалификовали се
| Р. бр. | Извођач(и)               | Песма            | Резултат         |
| ------ | ------------------------ | ---------------- | ---------------- |
| 1      | Traffic (естонска група) | „Kaua veel"      | Елиминисани      |
| 2      | Јагуп Тујск              | „Kui vaid"       | Квалификовали се |
| 3      | Кеа                      | „Everytime"      | Елиминисани      |
| 4      | Фиона и ја               | „Feel Like This" | Елиминисани      |
| 5      | Петер Подер              | „Koos lõpuni"    | Елиминисани      |
| 6      | Стиг Раста               | „Interstellar"   | Квалификовали се |
| 7      | Маијан                   | ”Meeletu"        | Квалификовали се |
| 8      | Little Mess              | „Hea päev"       | Елиминисани      |
| 9      | Boamadu                  | „Mitte kauaks"   | Квалификовали се |
| 10     | Евелин Самјуел           | „Waterfall"      | Квалификовали се |

### 2. четвртфинале
Друго четвртфинале је одржано 27. новембра 2021. 10 песама се такмичило за 5 места у полуфиналима. Презентери програма су били Уку Сувисте и Тања-Михајлова Сар.
Квалификовали се
| Р. бр. | Извођач(и)                    | Песма              | Резултат         |
| ------ | ----------------------------- | ------------------ | ---------------- |
| 1      | Wiiralt                       | „Kuradile"         | Елиминисани      |
| 2      | Desiree                       | „Siiani"           | Елиминисани      |
| 3      | Силвер Хусило                 | „Elu rüpes"        | Eliminated       |
| 4      | Каја-Лиса Кеслер              | „Vaikus"           | Квалификовали се |
| 5      | Хелен                         | „Vaata minu poole" | Квалификовали се |
| 6      | Џајрис                        | „Plaksuta"         | Квалификовали се |
| 7      | Ен-Марлин                     | „Lõpuks muutub"    | Елиминисани      |
| 8      | Андреј Зевакин са Гретом Паја | „Mis nüüd saab"    | Квалификовали се |
| 9      | Meisterjaan                   | „Vahel lihtsalt"   | Елиминисани      |
| 10     | Трин Нитоја и Франц Тикерпу   | „Laululind"        | Квалификовали се |

### 3. четвртфинале
Треће четвртфинале је одржано 4. децембра 2021. 10 песама се такмичило за 5 места у полуфиналима. Презентери програма су били От Лепланд и Лаура Пилдвере.
Квалификовали се
| Р. бр. | Извођач(и)       | Песма                 | Резултат         |
| ------ | ---------------- | --------------------- | ---------------- |
| 1      | Стефан           | „Hope"                | Квалификовали се |
| 2      | deLULU           | „Music Saved My Soul" | Елиминисани      |
| 3      | Goodreason       | „Three Days Ago"      | Елиминисани      |
| 4      | Елина Нечајева   | „Remedy"              | Квалификовали се |
| 5      | Лаури Пихлап     | „Take Me Home"        | Елиминисани      |
| 6      | Levvis           | „Let's Talk About"    | Елиминисани      |
| 7      | Мерилин Малк     | „Little Girl"         | Квалификовали се |
| 8      | Ана Сахлин       | „Champion"            | Квалификовали се |
| 9      | Alabama Watchdog | „Move On"             | Квалификовали се |
| 10     | Шира             | „Under Water"         | Елиминисани      |

### 4. четвртфинале
Четврто четвртфинале је одржано 11. децембра 2021. 10 песама се такмичило за 5 места у полуфиналима. Презентери програма су били Getter Jaani и Јури Путсман.
Квалификовали се
| Р. бр. | Извођач(и)                      | Песма                  | Резултат         |
| ------ | ------------------------------- | ---------------------- | ---------------- |
| 1      | Púr Múdd and Shira              | „Golden Shores"        | Квалификовали се |
| 2      | Елиса                           | „Fire"                 | Квалификовали се |
| 3      | Minimal Wind са Елизабет Тифани | „What to Make of This" | Квалификовали се |
| 4      | Dramanda                        | „Tule minu sisse"      | Елиминисани      |
| 5      | Емили Џеј                       | „Quicksilver"          | Елиминисани      |
| 6      | От Лепланд                      | „Aovalguses"           | Квалификовали се |
| 7      | Елерин Тит                      | „Tunnete keel"         | Елиминисани      |
| 8      | Џесика                          | „My Mom"               | Елиминисани      |
| 9      | Аријадн                         | „Shouldn't Be Friends" | Елиминисани      |
| 10     | Black Velvet                    | „Sandra"               | Квалификовали се |